# Anders Beer Wilse

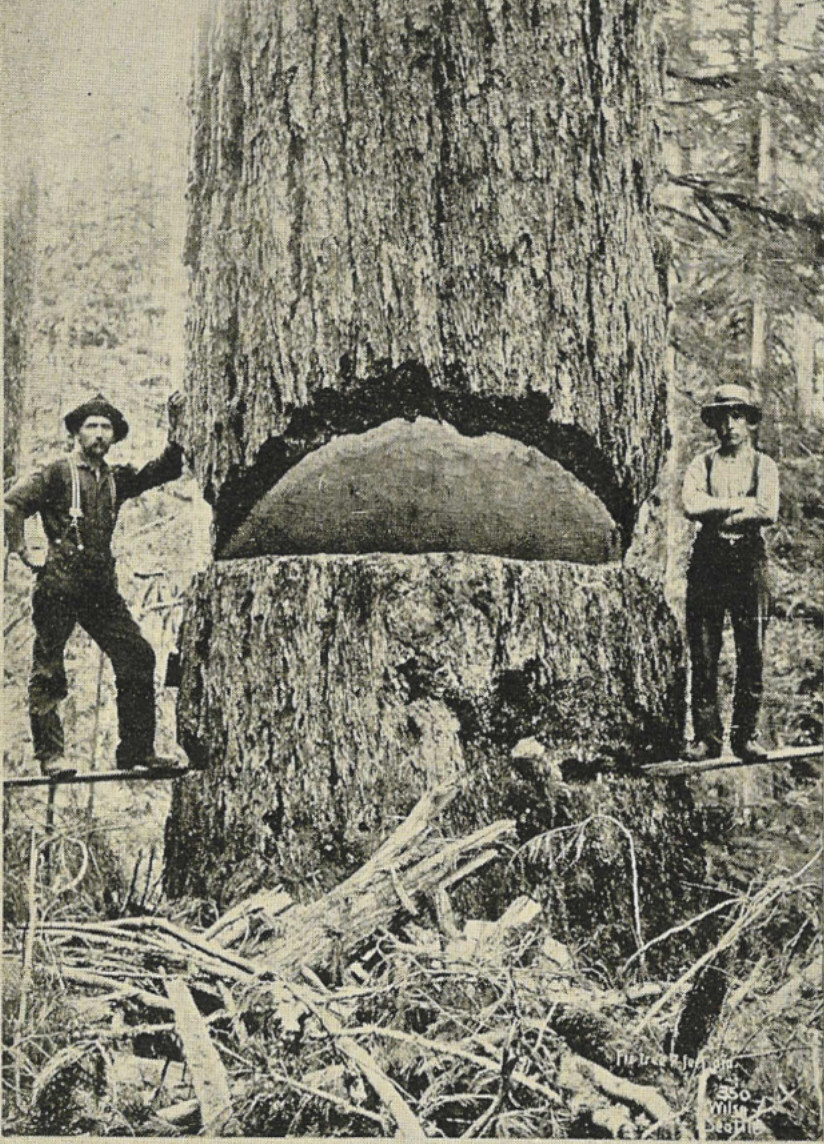
Anders Beer Wilse: Douglaska s třímetrovým průměrem, 1900

Anders Beer Wilse (12. června 1865 Flekkefjord – 21. února 1949) byl norský fotograf, jehož fotografie dokumentují Norsko v období od raných do středních let 20. století.

## Životopis
Wilse se narodil v Flekkefjordu, ale vyrostl v Kragerø a byl rozhodnut stát se námořníkem. Po promoci na technické škole v Hortenu v roce 1882 emigroval do USA. Ze začátku nemohl najít práci, ale nakonec se usadil v Seattlu kde pracoval pro americké geologické služby. Svůj údajně první fotoaparát získal v roce 1886. V roce 1897 si v Seattlu otevřel fotografický obchod. V roce 1900 se se svou ženou a dětmi přestěhoval zpátky do Norska.
Wilse po Norsku hodně cestoval a fotografoval na zakázku i ve svém vlastním zájmu. Nosil s sebou desetikilogramový fotoaparát do nepřístupných míst členitým terénem, došel až na daleký sever, na Špicberky. Tam fotografoval přírodní scenérie, lidi při práci, například při rybolovu na ostrovech Lofoty ještě před zavedením motorových člunů. Jeho fotografie měly také komerční úspěch.
V letech 1906 a 1909 byl předsedou Norské asociace fotografů.
Na začátku 20. století získal asi 3500 negativních desek švédského krajinářského fotografa Axela Lindahla. Tyto později vystřídaly několik dalších majitelů až se dostaly k norské vládě, která je v roce 1991 umístila do archivu Norského lidového muzea v Oslu.
Většina negativů Anderse Wilseho se dochovala dodnes v muzeích, včetně Norského lidového muzea, kde se nachází více než 100 000 scenérií a etnologických snímků, v Oslo Bymuseum jsou obrázky vztahující se k historii Osla, v Norské národní knihovně jsou portrétní fotografie a v norském Maritime Muzeu námořní fotografie. Tyto fotografie jsou digitálně skenovány a mnohé jsou k dispozici online.

## Galerie

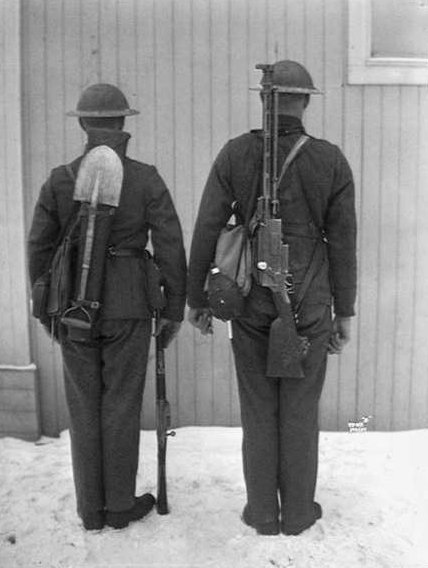
Norští vojáci, 1928
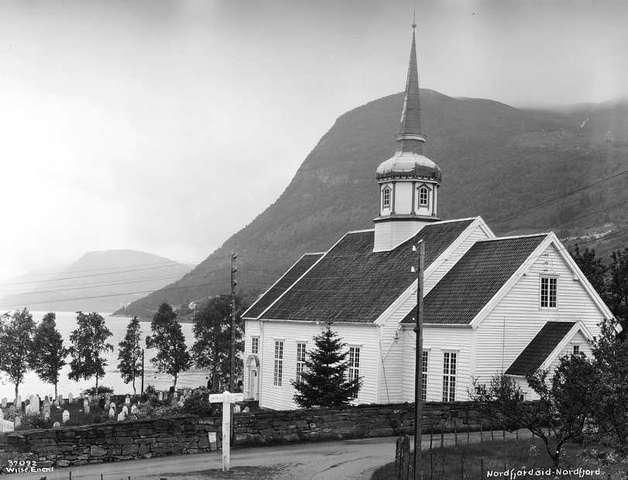
Kostel v Nordfjordu, 1931
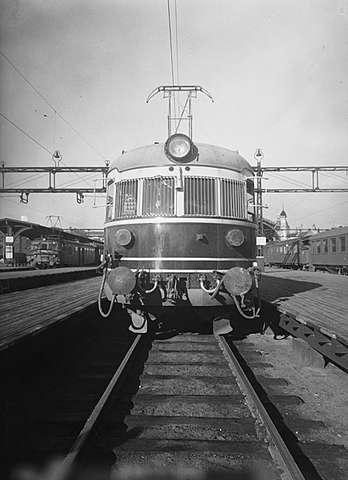
Železniční vůz norských drah, Norges Statsbaner typ 66, 1945
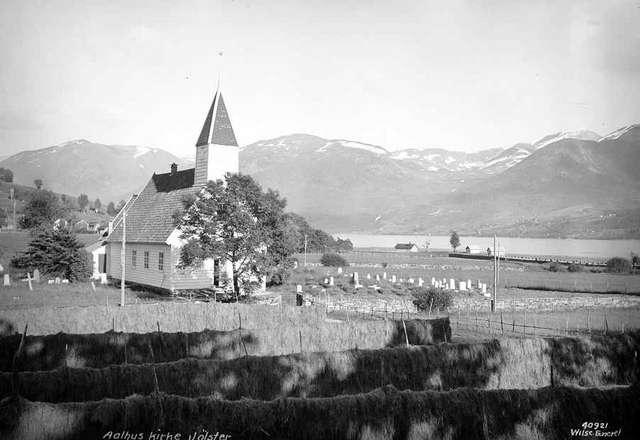
Jølster, 1936
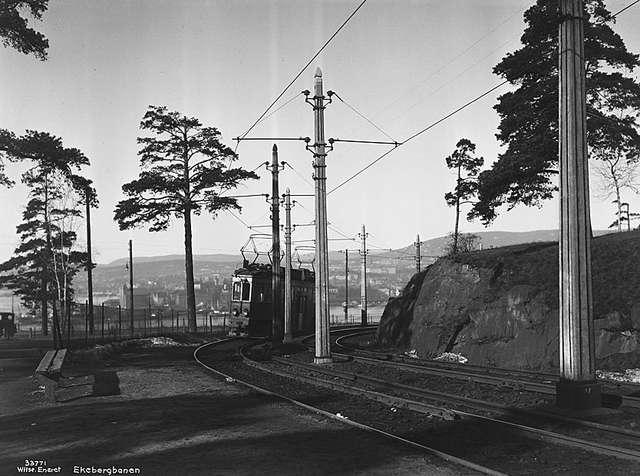
Oslo, 1929
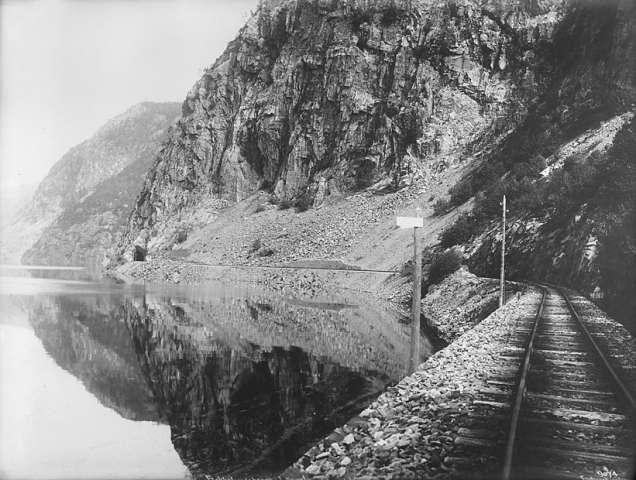
Flekkefjord, 1908
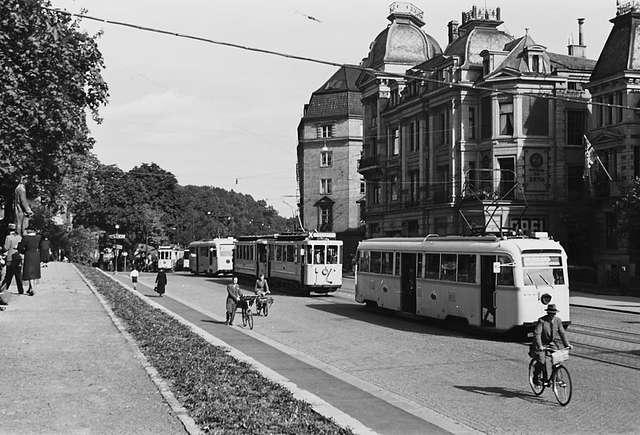
Tramvaje v Oslo, 1940
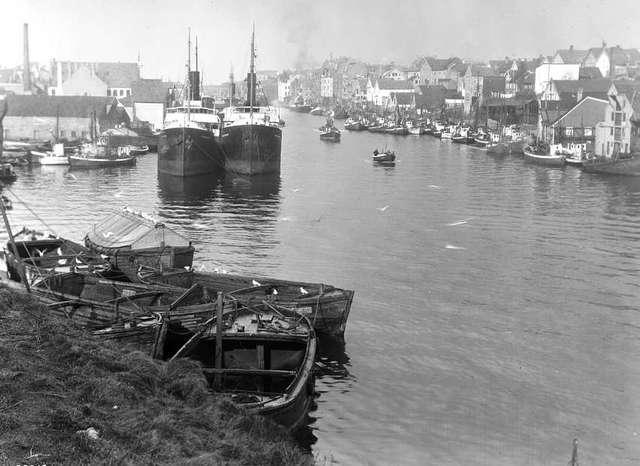
Haugesund, 1934
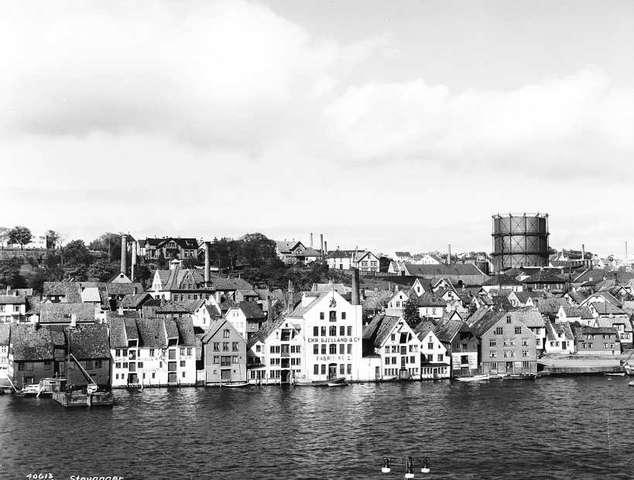
Stavanger, 1934
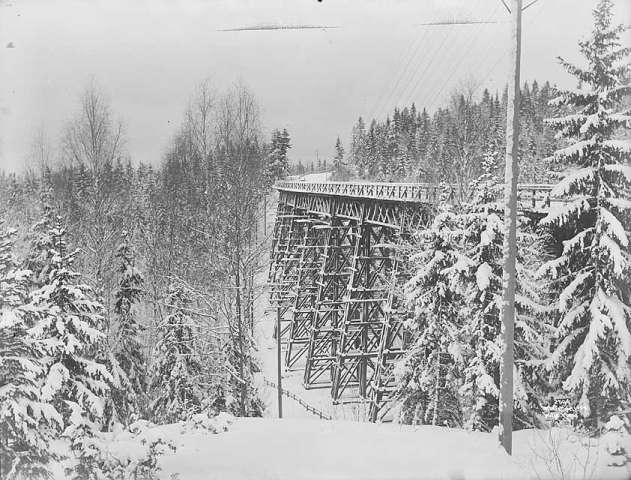
Asker, 1904
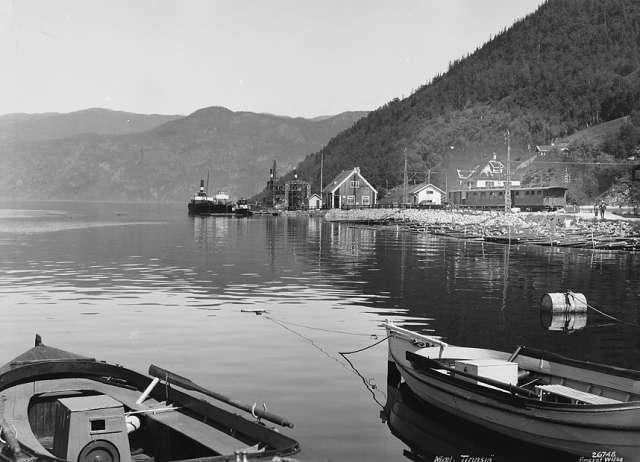
Tinn, 1925
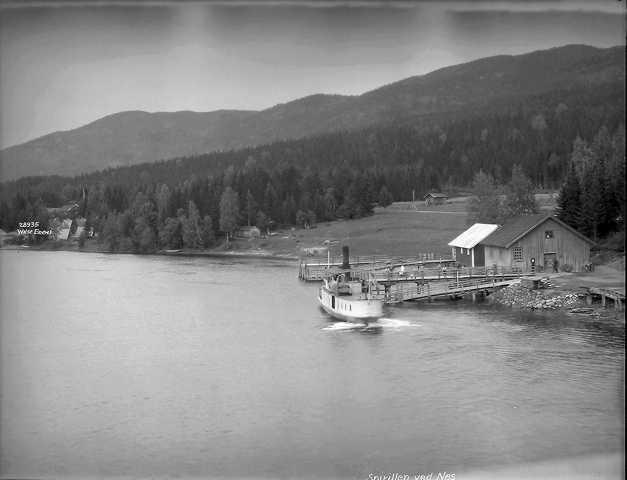
Ringerike, 1926
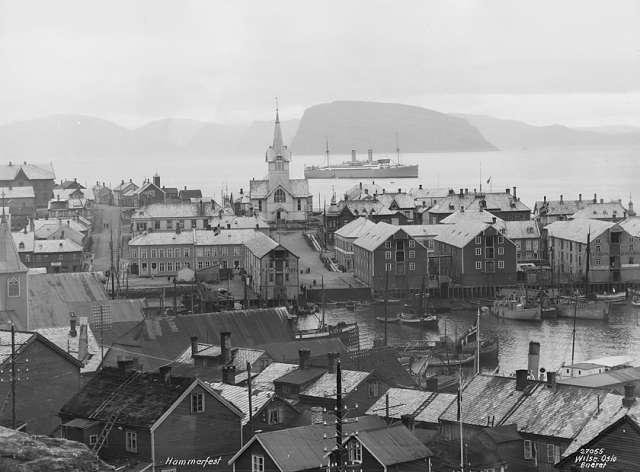
Hammerfest, 1925
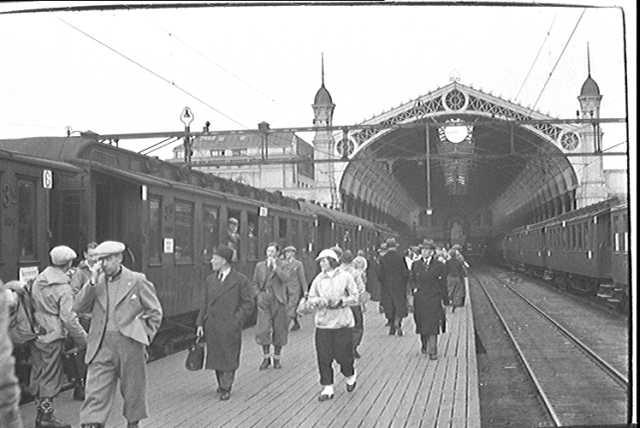
Stanice Ostbanen, Oslo, 1936
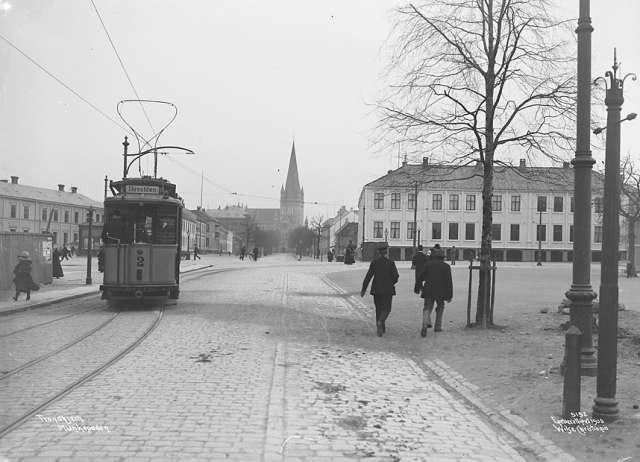
Trondheim, 1906
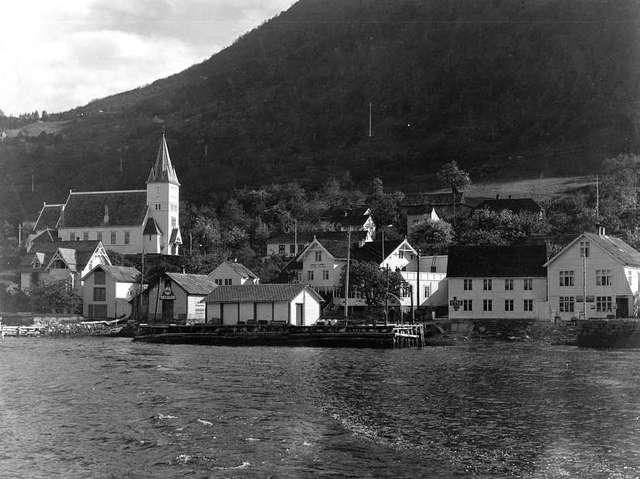
Utne, 1933
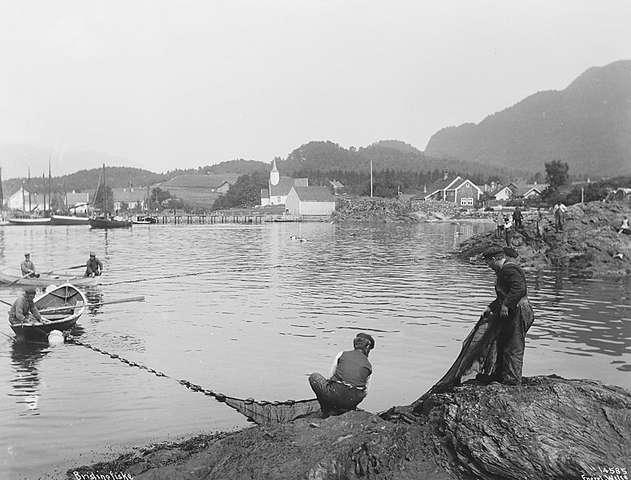
Jelsa, 1912
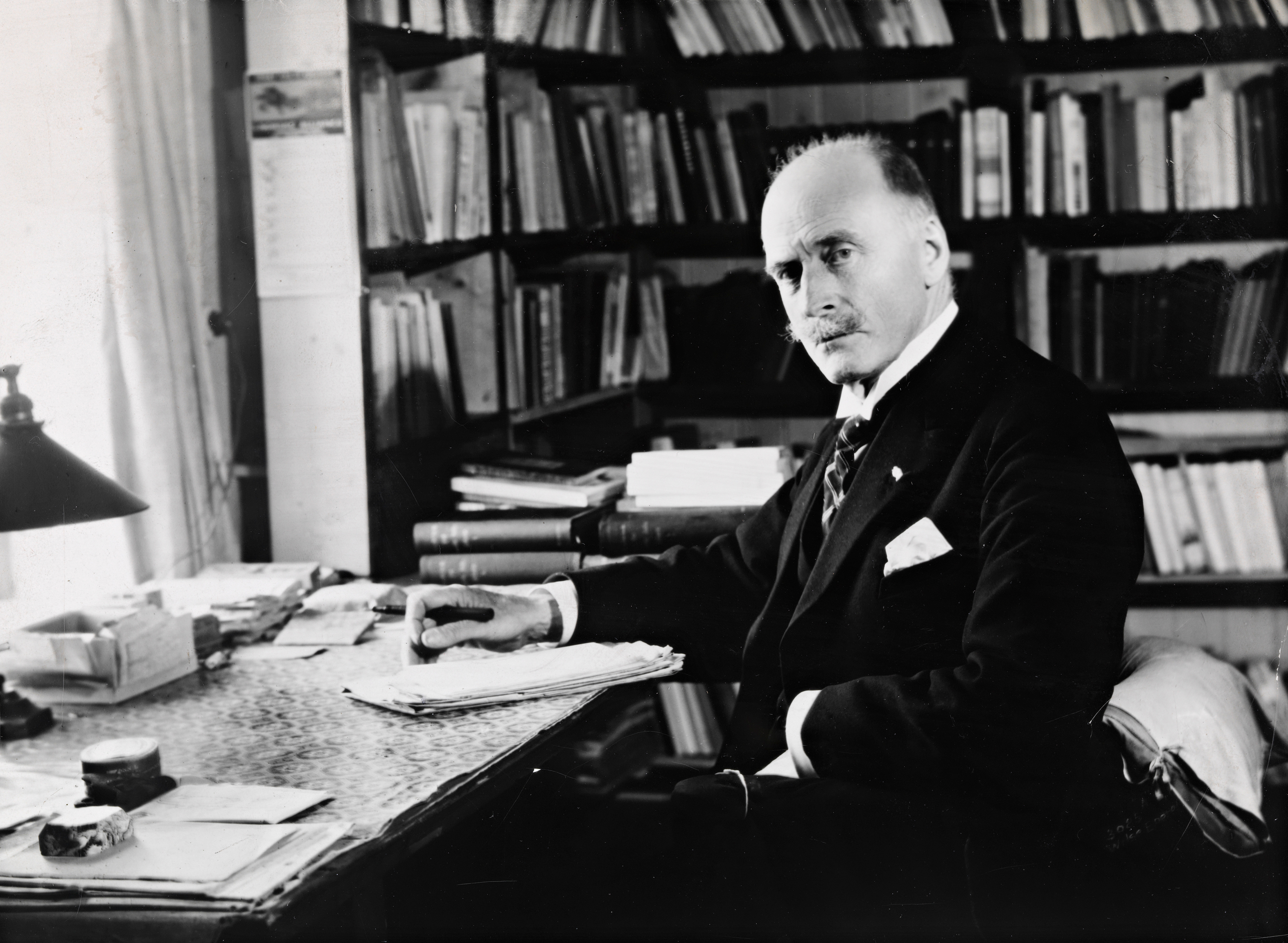
Knut Hamsun, 1929